# Ricanula punctulata
Ricanula punctulata är en insektsart som först beskrevs av Melichar 1898.  Ricanula punctulata ingår i släktet Ricanula och familjen Ricaniidae. Inga underarter finns listade i Catalogue of Life.